# Medasina ugandaria
Medasina ugandaria là một loài bướm đêm trong họ Geometridae.